# Mosquiter muntanyenc
El mosquiter muntanyenc (Phylloscopus sindianus) és una espècie d'ocell de la família dels fil·loscòpids (Phylloscopidae). Es troba a les muntanyes del Caucas i de l'Himàlaia, traslladant-se cotes baixes a l'hivern. Els seus hàbitats principals són els boscos temperats i els boscos tropicals i subtropicals secs i de l'estatge montà, els matollars temperats i els matollars tropicals i subtropicals d'altura, les zones humides i els jardins rurals. El seu estat de conservació es considera de risc mínim.